# Aeoloplides
Aeoloplides is een geslacht van rechtvleugeligen uit de familie veldsprinkhanen (Acrididae). De wetenschappelijke naam van dit geslacht is voor het eerst geldig gepubliceerd in 1916 door Caudell.

## Soorten
Het geslacht Aeoloplides omvat de volgende soorten:
- Aeoloplides californicus Scudder, 1897
- Aeoloplides chenopodii Bruner, 1894
- Aeoloplides elegans Scudder, 1897
- Aeoloplides fratercula Hebard, 1919
- Aeoloplides fuscipes Scudder, 1897
- Aeoloplides minor Bruner, 1904
- Aeoloplides rotundipennis Wallace, 1955
- Aeoloplides tenuipennis Scudder, 1897
- Aeoloplides turnbulli Thomas, 1872